# Ист Лоринберг (Северна Каролина)
Ист Лоринберг (енгл. East Laurinburg) град је у америчкој савезној држави Северна Каролина.

## Демографија
По попису из 2010. године број становника је 300, што је 5 (1,7%) становника више него 2000. године.
| Група             | 2000.       | 2010.       |
| Белци             | 242 (82,0%) | 177 (59,0%) |
| Афроамериканци    | 17 (5,8%)   | 61 (20,3%)  |
| Азијати           | 4 (1,4%)    | 0 (0,0%)    |
| Хиспаноамериканци | 4 (1,4%)    | 4 (1,3%)    |
| Укупно            | 295         | 300         |